# Rivetina beybienkoi baldzhunaica
Rivetina beybienkoi baldzhunaica es una subespecie de mantis de la familia Mantidae.

## Distribución geográfica
Se encuentra en Tayikistán.